# Novobataiski
Novobataiski (del ruso: Новобатайский) es un jútor del raión de Kushchóvskaya del krai de Krasnodar, en Rusia. Está situado en las llanuras de Kubán-Priazov, un kilómetro al norte de la orilla del Elbuzd, afluente del Kagalnik, 23 km al nordeste de Kushchóvskaya y 194 km al nordeste de Krasnodar, la capital del krai. Tenía 43 habitantes en 2010
Pertenece al municipio Ilínskoye.